# Paolo di Nicola

Pavimento in maiolica di Paolo di Nicola, cappella Mazzatosta

Paolo di Nicola, anche detto Paolo Colai (Viterbo, circa 1450 – Viterbo, circa 1510) è stato un ceramista e decoratore di maioliche italiano.

## Biografia
Conosciuto prevalentemente per il suo lavoro eseguito per Il pavimento della Cappella Mazzatosta, in maiolica smaltata, presente nella Chiesa di Santa Maria della Verità (Viterbo).
Questo pavimento quattrocentesco è costituito da formelle esagonali allungate di maiolica smaltata in cui il colore predominante è il blu cobalto. Questi esagoni sono decorati con foglie "a cartoccio" che incorniciano quadrelli con al centro diverse figure, per lo più animali e volti umani.
Le parti di esso che sono state staccate sono divise tra il Museo Nazionale di Palazzo Venezia, il Victoria and Albert Museum e il British Museum di Londra, il Museo Boijmans Van Beuningen di Rotterdam, e collezioni private.

## Collegamenti
https://archiviodigitalefec.dlci.interno.it/fec/fotografie/search/result.html?temi_fc=%22Opere%20di%20Paolo%20di%20Nicola%22